# 白雲寺 (五台山)
白雲寺（はくうんじ）は、中華人民共和国山西省忻州市五台県台懐鎮にある浄土宗の寺院。

## 歴史
唐代（618年-907年）に五台山に建設され。宋代（960年-1279年）、最盛期を迎える。道風が住職を務める。清代（1644年-1912年）の康熙年間、康熙帝がここを訪れ、『白雲寺』を留めている：「春雲出各如流、十年一度来遊。底識峰台殊勝、今朝名実兼収」。1748年（乾隆13年）に火災によって伽藍をすべて焼失した。
1995年に大規模な再建によって、現在にいたる基礎が築かれた。観音蓮台、天王殿、大雄宝殿（本堂）、接引殿、鐘楼、鼓楼、地蔵殿、薬師殿、祖師殿、五観堂は昌隆によって建立された。

## ギャラリー
- 三聖殿。
- 仏殿。
- 石壁。